# Enterprise Risk Management
L'Enterprise Risk Management è stato proposto nel 2004 dal Co.S.O. of the Tradeway Commission allo scopo di guidare i manager per valutare e migliorare la gestione del rischio aziendale complessivamente intesa attraverso un modello integrato che intende comprendere tutti i rischi aziendali.
l'“Enterprise Risk Management” (ERM), nell'ambito del Sistema di Controllo Interno (SCI) rientra l'insieme delle regole, dei controlli e di ogni altra forza che contribuisce a mantenere l'Organizzazione aziendale costantemente orientata al perseguimento dei seguenti obiettivi:
- conformità delle operazioni a leggi e regolamenti;
- affidabilità e integrità delle informazioni (ivi comprese le informazioni finanziarie e di bilancio);
- salvaguardia del patrimonio aziendale;
- efficacia ed efficienza delle operazioni.

Il concetto di Risk Management comprende l'insieme delle attività mirate a individuare, valutare, gestire e controllare tutti i tipi di eventi (rischi e opportunità). Uno dei metodi per valutare i rischi cui è esposta una società ed i controlli per mitigarli è il Control Risk Self Assessment (CRSA) basato su un approccio auto-diagnostico.
I tratti distintivi di questa metodologia sono determinati:
- da un approccio auto-diagnostico   - da parte dei titolari di processo - all'identificazione dei rischi, dei controlli e delle eventuali azioni correttive/preventive, basato su valutazioni soggettive (conoscenze, esperienze, competenze, ecc.);
- da una partecipazione attiva dei titolari di processo;
- dall'utilizzo di meccanismi di facilitazione (questionari, workshop con facilitatori qualificati) che permettono di guidare e massimizzare i contributi dei soggetti coinvolti.